# Archivum Helveto-Polonicum
Das Archivum Helveto-Polonicum ist ein wissenschaftliches Archiv, das Zeugnisse der Präsenz von Polinnen und Polen in der Schweiz sammelt, dokumentiert, katalogisiert und der Öffentlichkeit zur Verfügung stellt. Es befindet sich in Freiburg im Üechtland.

## Geschichte
Die Institution des Archivum Helveto-Polonicum wurde im Juni 1997 gegründet.
Die Bestände entstanden während 15 Jahren aus privaten Sammlungen der Gründer der Stiftung (Ludwika und Jacek Sygnarski). Sie wurden durch zahlreiche Nachlässe von polnischen und Schweizer Familien und Organisationen ergänzt.
1999 wurde mit der Kantons- und Universitätsbibliothek Freiburg (KUB) vereinbart, die Buchsammlungen der Stiftung ins Bibliothekssystem der französischen Schweiz (RERO: Réseau des bibliothèques de Suisse Occidentale) aufzunehmen. Ab 2002 wurden dank einem neuen Vertrag Neueingänge in den Räumlichkeiten der KUB untergebracht und somit einem weiteren Publikum zugänglich gemacht. Einige Jahre später konnten fast alle Bücher der Stiftung im neuen Gebäude der KUB am Standort Beauregard platziert werden.
Die Stiftung will die Zeugnisse der Aktivitäten von Polen retten und bewahren und zugleich den Schweizern den polnischen Beitrag zum politischen und kulturellen Leben der Schweiz bewusst machen.

## Bestände

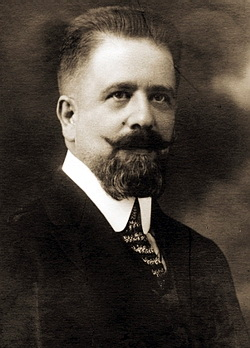
Jan Modzelewski

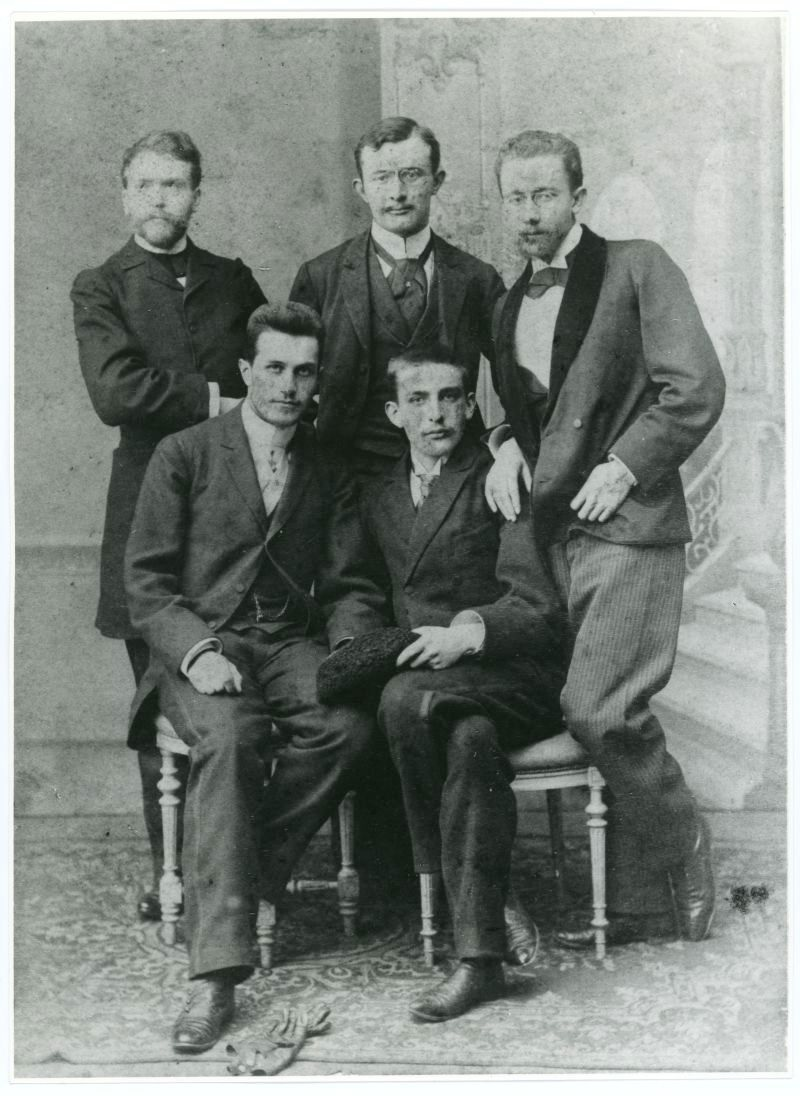
Von links: stehend Stanisław Wyspiański, Lucjan Rydel, Karol Maszkowski; sitzend: Henryk Opieński, Stanisław Estreicher. Krakau 1893

1. Sammlung unabhängiger Publikationen und Drucke, die in den Jahren 1976 bis 1989 in Polen herausgegeben wurden. Dies ist eine nahezu vollständige Sammlung, die grösste in der Schweiz und eine der grössten in Europa. Alle Bücher und Zeitschriften sind digitalisiert. Ihre Computerversionen sind im Besitz der Biblioteka Narodowa in Warschau, der Jagiellonenbibliothek in Krakau sowie der Universitätsbibliothek in Toruń.
2. Die eigentliche Bibliothek ist eine Sammlung von Büchern und Zeitschriften, die ausserhalb Polens von Polen oder zu polnischen Themen erschienen sind (sogenannte ausländische Polonica).
3. Das eigentliche Archiv gliedert sich wie folgt:
  - Korrespondenz von Henryk Opieński, Musikwissenschaftler: Briefe, Fotos, Partituren. Der ganze Komplex spiegelt das literarische und musikalische Leben der Polen in Polen, Frankreich, Deutschland und der Schweiz. Es enthält u. a. auch Originalzeichnungen des jungen Jósef Mehoffer.
  - Archivbestände von Janusz Rakoswki.
  - Archiv von Jan Modzelewski
  - Familienarchiv von Maria und Zygmunt Estreicher.
  - Dokumente polnischer Organisationen
  - Archiv der während des Zweiten Weltkriegs in der Schweiz internierten polnischen Soldaten (z. B. Dokumente zu Polenwegen)
  - Sammlung verschiedener Druckerzeugnisse, die in der Schweiz herausgegeben wurden und die in polnischer Sprache verfasst sind oder deren Autor Pole ist oder deren Thema Polen betrifft.
  - Das fotokopierte Archiv von Professor Józef Bocheński.[3]

## Aktivitäten der Stiftung (Auswahl)
Schon vor der Gründung der Stiftung wurde 1987 an der Universität Freiburg von Jacek Sygnarski und Claudio Fedrigo, unterstützt durch Kommunion und Befreiung sowie Solidarité avec Solidarność eine Ausstellung organisiert und in der Eingangshalle der Universität gezeigt.
1992 organisierte die KUB, vertreten durch Jacek Sygnarski und Claudio Fedrigo, eine Ausstellung in den eigenen Räumlichkeiten unter dem Titel Untergrundpublikationen im kommunistischen Polen in den Jahren 1976–1990. Diese Ausstellung wurde später auch in Morges und in Solothurn gezeigt.
1994 stellte die KUB eine Ausstellung unter dem Titel Ignacy Mościcki: Von der Universität Freiburg bis zur Präsidentschaft Polens zusammen. Diese Ausstellung wurde später auch in Morges, Versoix, Dompierre und Neuenburg gezeigt.
1999 stellte die Stiftung Archivum Helveto-Polonicum aus Anlass des Kongresses der Schweizerischen Bibliophilen-Gesellschaft in der Universität Freiburg verschiedene Dokumente zum Thema Polen, die während des Zweiten Weltkriegs in der Schweiz interniert wurden aus. Im gleichen Jahr organisierte die Stiftung zusammen mit der KUB und dem Ost- und Mitteleuropainstitut in den Räumen der KUB zwei Ausstellungen: die eine zu Frédéric Chopin, Ludwik Bronarski und die Stadt Freiburg und die andere zu Der polnische Dichter und Dramaturg Juliusz Słowacki (1809–1849) in der Schweiz.
2000 erschien der Fotoband Helvétie, terre d'acceul ... – Helvetien, Aufnahmeland....
Zusammen mit der Schweizerischen Osteuropabibliothek in Bern stellte die Stiftung die Ausstellung 60 Jahre polnische Internierte in der Schweiz, 1940-1945 zusammen, die in der Stadtbibliothek Bern ausgestellt wurde.
2010 erarbeitete die Stiftung zusammen mit dem Verein der Freunde der Stiftung aus Anlass von 30 Jahren seit der Gründung der Solidarność die Ausstellung Es war einmal ... die Solidarność, ausgestellt in den eigenen Räumen.
Zum 100. Todestag des Schriftstellers erarbeitete die Stiftung die Ausstellung Sienkiewicz, ein Schriftsteller und ein Mensch mit grossem Herz, die in den eigenen Räumen ausgestellt wurde.